# Agmina comata
Agmina comata là một loài Trichoptera trong họ Ecnomidae. Chúng phân bố ở miền Australasia.